# پارانایبا
پارانایبا (به پرتغالی: Paranaíba) شرقی‌ترین ایالت برزیل است که در ماتوگروسو جنوبی واقع شده‌است. پارانایبا ۵٬۴۰۲٫۷۷۸ کیلومتر مربع مساحت و ۴۲٬۲۷۶ نفر جمعیت دارد و ۳۷۴ متر بالاتر از سطح دریا واقع شده‌است.